# Euclimacia superba
Euclimacia superba är en insektsart som beskrevs av Christine Lynette Lambkin 1987. Euclimacia superba ingår i släktet Euclimacia och familjen fångsländor. Inga underarter finns listade i Catalogue of Life.